# George Hodgson
George Hodgson (Monreal, Canadá, 12 de octubre de 1893-ídem, 1 de mayo de 1983) fue un nadador canadiense especializado en pruebas de estilo libre media y larga distancia, donde consiguió ser campeón olímpico en 1912 en los 400 y 1500 metros.

## Carrera deportiva
En los Juegos Olímpicos de Estocolmo 1912 ganó la medalla de oro en los 400 metros estilo libre, por delante del británico John Hatfield y de Harold Hardwick  de Australasia; y también ganó el oro en los 1500 metros estilo libre, por delante de los dos mismos nadadores anteriores.